# Роуздејл (Луизијана)
Роуздејл (енгл. Rosedale) град је у америчкој савезној држави Луизијана.

## Демографија
По попису из 2010. године број становника је 793, што је 40 (5,3%) становника више него 2000. године.
| Група             | 2000.       | 2010.       |
| Белци             | 390 (51,8%) | 438 (55,2%) |
| Афроамериканци    | 348 (46,2%) | 334 (42,1%) |
| Азијати           | 13 (1,7%)   | 12 (1,5%)   |
| Хиспаноамериканци | 0 (0,0%)    | 1 (0,1%)    |
| Укупно            | 753         | 793         |